# 왕윤

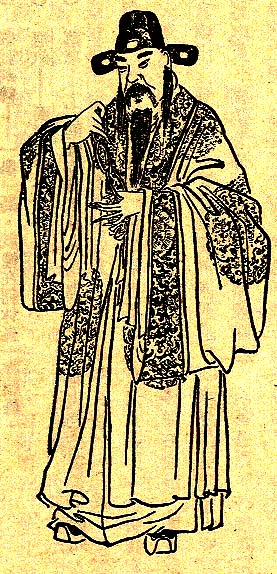
왕윤

왕윤(王允, 137년 ~ 192년 7월 4일(음력 6월 7일))은 중국 후한 말의 정치가로, 자는 자사(子師)이며 병주 태원군 기현(祁縣) 사람이다. 여포를 움직여 전횡을 일삼던 동탁을 죽였으나, 동탁의 하인 이각과 곽사의 반격을 받고 헌제 앞에서 죽었다.
배잠론(裴潛論)에서 왕윤은 황보숭, 주준과 수도 낙양을 관리한 종사중랑(從事中郞)이라 평했다.

## 생애 전반기
왕윤은 절개가 있었기에 곽태(郭泰)는 왕윤을 두고 왕을 보좌할 재목으로 평가했다. 155년(또는 166년) 당시 왕윤은 태원의 관리였는데, 같은 태원 출신인 소황문(小黃門) 조진(趙津)은 자기 욕심을 채우는걸 우선시하고 마구 횡포를 부려 태원의 근심거리가 되었다. 왕윤은 태수 유질(劉瓆)의 명령을 받고 조진을 잡아들였다. 조진은 유질에 의해 처형당하였고, 이 때문에 원한을 품은 조진의 형제가 환관들을 통해 모함했기 때문에 유질은 감옥에 갇혔다가 죽었다. 왕윤은 유질의 유해를 평원으로 보내고 삼년상을 마친 다음 다시 관직으로 돌아왔다.
유질의 뒤를 이어 태수가 된 왕구(王球)가 전혀 훌륭한 면모가 없는 노불(路佛)이란 사람을 등용하려고 하자 왕윤은 완강하게 반대했다. 화가 난 왕구는 왕윤을 죽이려 했으나, 이 사실을 안 병주자사 등성이 왕구를 저지하고 왕윤을 별가종사(別駕從事)로 삼았다 이 일로 인해 왕윤의 명성이 높아졌다.
광화(光和) 7년(184년) 당시 왕윤은 예주자사(豫州刺史)였다. 황건적의 난을 진압하던 왕윤은 자신이 무찌른 황건적에게서 장양(張讓)이 보낸 편지를 발견하고 조정에 바쳤다. 영제(靈帝)는 노여워하였으나 장양이 간곡히 비는 것을 보고 화를 풀어 벌을 내리지 않았다. 앙심을 품은 장양은 얼마 가지 않아 왕윤을 모함하였고, 왕윤은 조정으로 불려와 처형당하게 되었다. 태위(大尉) 양사(楊賜)는 장양에게 치욕을 당하기 전에 자결하는 것을 권했으며, 예주의 부하 중에서도 자결하는데 쓸 독약을 건네 주는 이가 있었다. 왕윤은 이를 완강하게 거부하고 그대로 가려 했다. 그러나 대장군 하진(何進) 등이 왕윤의 구명을 위해 애쓴 결과 죽음은 면할 수 있었다. 이후 종사중랑(從事中郞)이 되었다.

## 동탁 주살
189년 하진은 왕윤을 하남윤(河南尹)으로 임명하였으며, 다시 태복(太僕)이 되었다. 하진과 십상시가 모두 죽고 동탁이 정권을 잡은 후 190년 사도(司徒)가 되었다.(2월 1일) 반동탁 연합군이 결성되어 낙양을 위협하자, 동탁은 낙양을 불지르고 강제로 장안(長安)으로 천도하였다. 왕윤은 정사를 잘 처리하고 겉으로 동탁에게 순종하는 척 하였기에 동탁은 왕윤을 의심하지 않았다. 그러나 왕윤은 남몰래 동탁을 제거할 틈을 노리고 있었다.
당시 동탁의 양자였던 중랑장(中郞將) 여포는 동탁의 뜻을 거슬렸던 적이 있었는데, 동탁이 화를 내면서 여포에게 수극(手戟)을 던졌다. 또 여포는 동탁의 시녀와 사통한 일 때문에 동탁에게 들통나는 것을 두려워하였다. 여포는 평소 자신을 잘 대해주던 왕윤을 찾아와 자신의 일을 이야기하자, 왕윤은 자신의 계획을 이야기하고 여포가 가담할 것을 권유했다. 여포가 부자 관계 때문에 망설이자 본래 남남이었음을 강조하면서 동탁에 대한 미련을 버리도록 만들었다.
192년 4월 헌제(獻帝)의 병환이 나은 것을 축하하기 위해 미앙전(未央殿)에서 잔치가 열렸다. 왕윤은 자신과 뜻을 같이 하던 상서복야(尙書僕射) 사손서(士孫瑞)에게 거짓으로 동탁을 주살하라는 조서를 쓰게 하여 여포에게 주었다. 여포는 이를 보고 고향친구 이숙(李肅)과 함께 북액문(北掖門)을 지키다가 궁궐로 들어오려던 동탁을 죽였다.(5월 22일, 음력 4월 23일) 조정과 백성들은 동탁의 죽음을 기뻐하였다.
조정에서는 왕윤을 녹상서사(錄尙書事)로 삼고 의동삼사(儀同三司)가 되는 여포와 함께 조정의 업무를 처리하게 하였다. 왕윤과 같이 있던 채옹(蔡邕)이 동탁의 죽음을 알고 탄식하자 왕윤은 채옹을 죽이려 했다. 채옹은 살아남아 한나라의 역사를 저술하길 원했고, 태위 마일제(馬日磾)도 채옹을 살려달라 청하였으나, 왕윤은 받아들이지 않고 채옹을 정위에게 넘겼다. 회심이 들었던 왕윤이 다시 옥사를 찾았을 때는 이미 채옹이 죽은 뒤였다. 이후 왕윤은 동탁이 죽자 더 이상 걱정거리가 없을 것으로 생각하여 서량병을 그대로 두었다고 알려져 있으나 <<팔가집주>>에 따르면 1년에 대사면을 두 차례 행하는 것이 국법을 거스르는 것이기 때문에 관서의 잔당을 그대로 물린 것이라 전하고 있다.

## 죽음
동탁의 잔당인 이각(李傕) 등은 왕윤에게 용서를 빌었으나, 왕윤은 이를 거절했다. 궁지에 몰린 이각 일당은 가후(賈詡)의 계책을 받아들여 군사들을 모아 장안을 공격하였다. 왕윤은 여포로 하여금 맞아 싸우게 했으나, 장안성 안에서 익주 출신 병사들이 반란을 일으키고 6월 1일 이각군을 끌어들이는 바람에 전황이 불리해졌다. 견디지 못한 여포는 왕윤에게 달아날 것을 권했으나 왕윤은 죽음을 각오하고 여포를 떠나보냈다.
장안을 점령한 이각 등은 헌제가 있는 곳으로 다가와 왕윤을 내줄 것을 청하였다. 이들은 제발로 걸어나온 왕윤에게 동탁이 무슨 죄를 지었느냐면서 꾸짖고, 왕윤의 형으로 외지에서 벼슬하던 왕굉(王宏)과 송익(宋翼)을 장안으로 불러들여 6월 7일 왕윤과 함께 처형했다. 이각은 왕윤의 시체를 거리에 내걸고 장남인 시중(侍中) 왕개(王蓋)와 차남 왕경정(王景定) 등 일족 10여 명을 죽였다. 왕윤의 옛 부하였던 조전(趙戩)은 왕윤의 시체를 거두어 장사지냈다. 조전이 후일 위 무왕에게 초빙된 것은 바로 이 의리 때문이다.
허(許)로 천도한 후, 헌제는 왕윤의 충절을 기려 호분중랑장(虎賁中郞將)에 추증하는 한편 손자 왕흑(王黑)을 안락정후(安樂亭侯)에 봉하고 식읍 300호를 내렸다.
사도가 죽은 뒤 함께 효경(孝經)을 강론할 수 없게 된 왕립(전 태사령)은 혼자 쓸쓸해 하였다고 한다.

## 《삼국지연의》에서의 왕윤
동탁이 정권을 잡은 후 폭정을 일삼자, 왕윤은 자신의 생일에 여러 신하들을 자기 집으로 초청하고 어지러운 현실을 한탄하였다. 조조(曹操)가 동탁을 죽이겠다고 나서자, 칠성보도(七星寶刀)를 주고 성공을 기원했다. 그러나 조조는 암살에 실패하여 진류(陳留)로 달아나 각지의 제후들과 함께 반동탁 연합군을 일으켰다.
연합군에 밀려 장안으로 천도한 후에도 동탁의 행동이 달라지지 않자, 왕윤은 자신의 수양딸 초선(貂蟬)으로 하여금 동탁과 여포의 사이를 이간질시키고 두 사람의 사이를 벌어지게 만들었다. 여포가 동탁을 죽일 결심을 굳히자, 이숙을 동탁에게 보내어 헌제가 동탁에게 선양(禪讓)하려 한다고 전하고 궁궐로 불러들여 동탁을 죽였다. 이것을 연환지계(連環之計)라 한다. 그러나 동탁의 잔당이 장안을 공격해 오자 장안을 빼앗기고 이각에게 붙잡혀 죽었다.

## 가계

### 관련 인물
왕굉　왕릉

## 같이 보기
- 삼국지 인물 목록